# Schwedische Frauen-Handballnationalmannschaft
Die schwedische Frauen-Handballnationalmannschaft vertritt Schweden bei internationalen Turnieren im Frauenhandball.
Schweden belegte 1957 bei der ersten Hallenweltmeisterschaft den 8. Rang. Anschließend nahm die Nationalmannschaft für viele Jahre nur noch an den B-Weltmeisterschaften teil. Erst 1990 gehörte Schweden wieder dem Teilnahmefeld der A-Weltmeisterschaften an.
Der größte Erfolg der schwedischen Mannschaft bei Europameisterschaften ist der 2. Platz bei der EM 2010. Für die Olympischen Spiele qualifizierte man sich viermal, zuletzt 2020 in Tokio.

## Spielerinnen

### Kader für die Europameisterschaft 2024
Johanna Bundsen (HB Ludwigsburg), Jessica Ryde (Debreceni Vasutas SC), Evelina Eriksson (CSM Bukarest), Clara Lerby (EH Aalborg), Elin Hansson (Team Esbjerg), Linn Blohm (Győri Audi ETO KC), Sofia Hvenfelt (HB Ludwigsburg), Olivia Löfqvist (Storhamar Håndball), Nathalie Hagman (SCM Râmnicu Vâlcea), Clara Petersson Bergsten (Skuru IK), Jamina Roberts (Vipers Kristiansand), Tyra Axnér (Metz Handball), Kristin Thorleifsdóttir (Debreceni Vasutas SC), Carin Strömberg (Vipers Kristiansand), Jenny Carlson (HB Ludwigsburg), Nina Dano (IK Sävehof), Emma Lindqvist (Ikast Håndbold)

### Ehemalige Spielerinnen (Auswahl)
Zu den Nationalspielerinnen zählten Johanna Ahlm, Åsa Eriksson, Isabelle Gulldén, Mia Hermansson-Högdahl und Linnea Torstenson.

## Trainer
Trainiert wird das Team von Tomas Axnér. Seine Vorgänger waren Åke Nilsson (1963–1969), Aase Brundell (1969–1977), Gunnar Stockhammar (1977–1982), Rolf Nilsson (1982–1986), Lars-Erik Säll (1986–1989), Björn Söderlund (1989–1991), Thomas Ryde (1991–1994), Ilija Puljević (1994–1995), Peter Hedin (1995), Peter Skoog und Joachim Lundberg (1996), Claes Hellgren (1996–1999), Thomas Ryde und Per-Olof Jonsson (1999–2003), Per-Olof Jonsson (2003–2005), Ulf Schefvert (2005–2008), Ulf Schefvert und Per Johansson (2008–2009), Per Johansson (2009–2012), Torbjörn Klingvall (2012–2013), Thomas Sivertsson (2013–2014), Helle Thomsen und Thomas Sivertsson (2014–2015), Thomas Sivertsson (2015–2016), Helle Thomsen (2016) sowie Henrik Signell (2016–2020).

## Platzierungen bei Meisterschaften

### Weltmeisterschaften (Halle)
- Weltmeisterschaft 1957: 08. Platz
- Weltmeisterschaft 1990: 13. Platz
- Weltmeisterschaft 1993: 06. Platz
- Weltmeisterschaft 1995: 11. Platz
- Weltmeisterschaft 2001: 08. Platz
- Weltmeisterschaft 2009: 13. Platz (Gewinner des President’s Cup)[3]
- Weltmeisterschaft 2011: 09. Platz
- Weltmeisterschaft 2015: 09. Platz
- Weltmeisterschaft 2017: 04. Platz
- Weltmeisterschaft 2019: 07. Platz
- Weltmeisterschaft 2021: 05. Platz (von 32 Teams)
Team: Johanna Bundsen (eingesetzt in 6 Spielen / 1 Tor geworfen), Clara Lerby (3/12), Olivia Mellegård (6/14), Carin Strömberg (7/12), Linn Blohm (7/27), Jamina Roberts (7/30), Melissa Petrén (7/7), Jessica Ryde (6/0), Nina Dano (7/14), Anna Lagerquist (7/6), Emma Lindqvist (7/26), Nathalie Hagman (7/71), Martina Thörn (2/0) – am 10. Dezember ersetzt durch Evelina Eriksson[4] (3/0), Elin Hansson (6/22), Evelina Källhage (7/4), Vilma Matthijs Holmberg (3/2), Jenny Carlson (7/11), Daniela de Jong (7/11);[5] Trainer war Tomas Axnér.
- Weltmeisterschaft 2023: 04. Platz (von 32)
Team:Tyra Axnér (8/14), Linn Blohm (7/25), Johanna Bundsen (7/2), Jenny Carlson (9/28), Nina Dano (8/9), Daniela de Jong (3/4), Evelina Eriksson (5/0), Nathalie Hagman (9/43), Elin Hansson (9/13), Sofia Hvenfelt (6/13), Nina Koppang (4/7), Anna Lagerquist (8/1), Emma Lindqvist (8/14), Mathilda Lundström (7/17), Olivia Mellegård (8/24), Jamina Roberts (9/36), Irma Schjött (1/2), Carin Strömberg (2/1), Kristin Thorleifsdóttir (6/8)[6]
Trainer: Tomas Axnér

### Europameisterschaften
- Europameisterschaft 1994: 07. Platz
- Europameisterschaft 1996: 08. Platz
- Europameisterschaft 2002: 15. Platz
- Europameisterschaft 2004: 14. Platz
- Europameisterschaft 2006: 06. Platz
- Europameisterschaft 2008: 09. Platz
- Europameisterschaft 2010: 02. Platz
- Europameisterschaft 2012: 08. Platz
- Europameisterschaft 2014: 03. Platz
- Europameisterschaft 2016: 08. Platz
- Europameisterschaft 2018: 06. Platz[7]

Mannschaftsaufstellung bei der Europameisterschaft 2018
- Europameisterschaft 2020: 11. Platz

Mannschaftsaufstellung bei der Europameisterschaft 2020
- Europameisterschaft 2022: 05. Platz (von 16 Teams)

Mannschaftsaufstellung bei der Europameisterschaft 2022
- Europameisterschaft 2024: 05. Platz (von 24 Teams)

### Olympische Spiele
- 2008: 08. Platz
- 2012: 11. Platz
- 2016: 07. Platz
- 2020: 04. Platz
- 2024: 04. Platz